# Guillermo Amor
Guillermo Amor Martínez (Benidorm, 4 de dezembro de 1967) conhecido como Amor é um ex-futebolista e treinador espanhol.

## Carreira
Começou nas categorias de base do time catalão e se tornou grande figura na história do Barcelona, clube em que atuou por cerca de 422 partidas, marcando cerca de 69 gols e conquistando inúmeros títulos.
Guillermo Amor fez parte do elenco da Seleção Espanhola de Futebol da Copa do Mundo de 1998.

## Títulos
Barcelona
- Liga dos Campeões da UEFA: 1991-92
- Supercopa da UEFA: 1992 e 1997
- Recopa Europeia: 1988-89 e 1996,97
- La Liga: 1990-91, 1991-92, 1992-93, 1993-94 e 1997-98
- Copa del Rey: 1989-90, 1996-97 e 1997-98
- Supercopa da Espanha: 1991, 1992, 1994 e 1996